# Phaedinus corallinus
Phaedinus corallinus är en skalbaggsart som beskrevs av Pierre Émile Gounelle 1911. Phaedinus corallinus ingår i släktet Phaedinus och familjen långhorningar. Inga underarter finns listade i Catalogue of Life.